# Ангелос Влахопулос
Ангелос Влахопулос (28 вересня 1991) — грецький ватерполіст.
Призер Олімпійських Ігор 2020 року, учасник 2016 року.
Призер Чемпіонату світу з водних видів спорту 2015, 2022 років.